# Meindert Fennema
Meindert Fennema (Leeuwarden, 21 mei 1946 – Amsterdam, 12 juni 2023) was een Nederlandse politicoloog. Hij was als hoogleraar verbonden aan de afdeling politicologie en het Instituut voor Migratie en Etnische Studies van de Universiteit van Amsterdam, waar hij de leerstoel 'politieke theorie van etnische verhoudingen' bekleedde. Als politicus was hij namens GroenLinks kortstondig lid van de gemeenteraad van Bloemendaal.

## Loopbaan
Fennema groeide op in Zeist in een Fries gezin, waar Fries gesproken werd. Zijn vader was hulp-keurmeester van het openbaar slachthuis in Zeist.
Na zijn eindexamen gymnasium werkte hij voor de Holland-Amerika Lijn op de Rotterdam. Vervolgens studeerde hij sociologie aan de Universiteit Utrecht en werd lid van het Utrechtsch Studenten Corps. Daarna ging hij politicologie studeren aan de Universiteit van Amsterdam (1968-1973). In 1970 werd hij kandidaatsassistent bij het Europa-instituut in Amsterdam.
Hij werd actief in de studentenbeweging en was betrokken bij de affaire-Daudt. Hoogleraar Hans Daudt trok zich na aanhoudende kritiek van studenten, die meer maatschappijkritiese colleges wilden, terug in een eigen gebiedje binnen de UvA. In diens plaats werd een aantal andere docenten aangenomen, onder wie Fennema zelf. Fennema was aanvankelijk lid van de Partij van de Arbeid, maar verliet de PvdA in 1971 uit protest tegen de steun die zij gaf aan de Amerikaanse bombardementen op Vietnam. In 1972 werd hij lid van de Communistische Partij van Nederland, wat hij bleef tot de opheffing van de CPN in 1989. Later werd hij een criticus van de "linkse elite", meer bepaald van PvdA-prominenten als Roel in 't Veld en Bram Peper. Van 2009 tot en met 2015 was hij in zijn woonplaats Aerdenhout (gemeente Bloemendaal) politiek actief voor GroenLinks. Tussen februari en september 2015 was hij fractievoorzitter van die partij in de gemeenteraad.
Vanaf 1975 was hij als medewerker verbonden aan de Universiteit van Amsterdam. In 1981 promoveerde hij bij de hoogleraar Rob Mokken op het proefschrift International Networks of Banks and Industry. In 2002 werd hij hoogleraar. Op 11 mei 2012 hield hij zijn afscheidscollege aan de Universiteit van Amsterdam, onder de titel: Help! De elite verdwijnt!, ook de titel van een bundel essays bij zijn afscheid.
In 2018 was hij als fellow verbonden aan het University College Utrecht. Hij was ook columnist van ThePostOnline.

## Persoonlijk
Fennema woonde in Aerdenhout met zijn vrouw Caroline van Dullemen. Eerder had hij een relatie met Troetje Loewenthal, hij is vader van een dochter.
Hij overleed na een langdurige ziekte in Amsterdam op 77-jarige leeftijd.

## Publicist
Fennema heeft vele wetenschappelijke publicaties op zijn naam staan op het gebied van anti-immigratiepartijen, etnische organisaties en economische en politieke elites. Ook mengde Fennema zich vaak in het publieke debat met bijdragen op de opiniepagina's van landelijke dagbladen. 
Met John Rhijnsburger schreef hij een biografie van Hans Hirschfeld, Man van het grote geld, 2007. 
Op 1 september 2009 hield Fennema onder de titel "Geldt de vrijheid van meningsuiting ook voor racisten?" de eerste HJ Schoo-lezing van de redactie van Elsevier Weekblad.
In 2010 publiceerde hij een biografie van Geert Wilders onder de titel Geert Wilders, tovenaarsleerling, waarvan in 2016 een hernieuwde editie verscheen. 
Vanaf augustus 2012 tot eind 2014 schreef hij wekelijks een column op Volkskrant.nl. Op 27 augustus 2013 presenteerde hij een sterk autobiografische roman Het slachthuis in De Balie in Amsterdam. Op die bijeenkomst trad Riem de Wolff (The Blue Diamonds) op, een van de personages in de roman. Hij publiceerde zijn herinneringen aan zijn studentenjaren, eerst als lid van het Utrechtsch Studenten Corps, later als CPN-lid, in 2015 onder de titel Goed fout. Herinnering van een meeloper.
Fennema beheerde het archief van de rechtse politicus Hans Janmaat. Hij was jarenlang een van de weinigen die het openlijk opnam voor het recht van de alom verguisde Janmaat op vrijheid van meningsuiting. In 2014 nam hij het op voor de controversiële en met een verbod bedreigde vereniging MARTIJN.

## Lijst van publicaties
- De Multinationale Onderneming en de Nationale Staat, SUA, Amsterdam, 1975, pp. 102
- International Networks of Banks and Industry, Martinus Nijhoff, The Hague/Boston, 1982. pp. 202
- met Ries van der Wouden (red.) Het Politicologendebat: wat is politiek?, Van Gennep, Amsterdam, 1982, pp. 162
- met Henri Baudet e.a. Het Nederlands Belang bij Indië, Het Spectrum, Utrecht/Antwerpen, 1983, pp. 256
- met Gerda Dinkelman e.a. Gemeentelijk energiebeleid. Bestuurlijke belemmeringen bij de invoering van duurzame energie en kleinschalige warmte-kracht koppeling. Vereniging Milieudefensie/ FSW-A, Amsterdam, 1984, pp. 150
- met Kees van der Pijl El Triunfo del Neoliberalismo. Taller, Santo Domingo, 1987, pp. 102
- met Troetje Loewenthal La construccion de Raza y Nacion en Republica Dominicana. UASD, Santo Domingo, 1987, pp. 67
- Condorcet, Beschouwingen over de Negerslavernij. Vert. M. Fennema en G. Karsten-van der Giesen. Met een inleiding van M. Fennema. Heureka, Weesp, 1989 pp. 150. (derde druk 1997)
- met Michael Waller (red.), Communist Parties in Western Europe. Decline or adaptation?. Basil Blackwell, Oxford, 1988. pp. 284. (Tweede druk 1991, Chinese vertaling, 1993).
- Dominicaanse Republiek/Haïti, KIT/Novib/NCOS, Amsterdam, 1992.pp.75
- met Frank Elbers Racistische Partijen in West-Europa. Tussen nationale traditie en internationale samenwerking, Stichting Burgerschapskunde, Leiden, 1993, pp. 175
- met Frank Elbers en Leo Balai Politiek Racisme. Oorzaken, denkbeelden en bestrijding, AFS/ LBR/SBK, Leiden, 1994, pp. 52
- De Moderne Democratie. Geschiedenis van een Politieke Theorie, herziene en uitgebreide druk, Amsterdam, Het Spinhuis, 2001
- met Madelon de Keizer; Mariska Heijmans-van Bruggen; Erik Somers & Cees Maris (ed.) Onrecht. Oorlog en rechtvaardigheid in de twintigste eeuw, Walburg Pers, Zutphen, 2001, pp. 256
- Over de kwaliteit van politieke elites, Vossiuspers, Amsterdam, 2003, pp. 48
- met Huibert Schijf (red.) Nederlandse Elites in de twintigste eeuw. Continuïteit en verandering, Amsterdam University Press, Amsterdam, 2004, pp. 128
- Geldt de vrijheid van meningsuiting ook voor racisten?, Elsevier, Amsterdam, 2009, pp. 29
- Dr. Hans Max Hirschfeld. Man van het Grote Geld, met John Rhijnsburger, Amsterdam, Bert Bakker, 2007
- Nieuwe Netwerken. De ondergang van NV Nederland, met Eelke Heemskerk, Amsterdam, Bert Bakker, 2008
- Geert Wilders. Tovenaarsleerling, Amsterdam, Bert Bakker, 2010
- Van Thomas Jefferson tot Pim Fortuyn. Balans van de Democratie, Apeldoorn, Spinhuis, 2012
- Help, de elite verdwijnt!, Amsterdam, Bert Bakker, 2012
- Het slachthuis - een roman. Amsterdam, Prometheus, 2013
- Goed fout. Herinnering van een meeloper. Amsterdam, Bert Bakker, 2015
- De succesvolle mislukking van Europa, co-redacteur met Frits Bolkestein en Paul Cliteur, 2015, Houtekiet
- met Martijn Bolkestein Dorpspolitiek. Waar is het lokale gezag? Amsterdam, Prometheus, 2018
- Alexis de Tocqueville, 'Nawoord' in Het Ancien Régime en de Revolutie, Amsterdam, Boom, 2019